# Castorama
Castorama – sieć sklepów z materiałami budowlanymi, remontowymi, dekoracyjnymi i ogrodniczymi. Wywodząca się z Francji firma jest od 2002 częścią brytyjskiej grupy Kingfisher.

## Historia

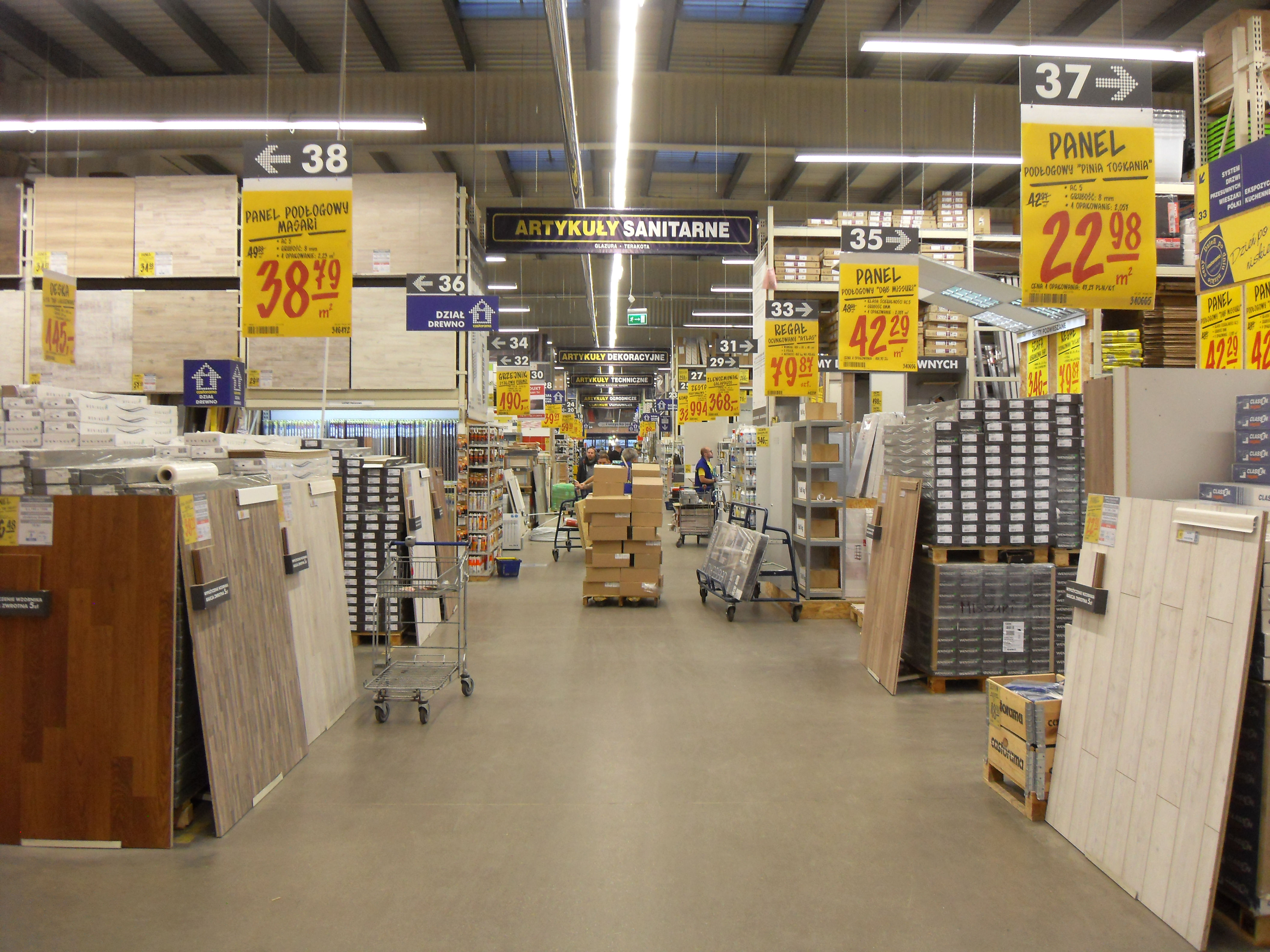
Wnętrze jednego ze sklepów

W 1969 r. Christian Dubois założył w Englos, niedaleko Lille, pierwszy we Francji wielkopowierzchniowy sklep z artykułami do majsterkowania o powierzchni 5 tys. m². Dwadzieścia lat później Castorama miała we Francji 80 sklepów. Rozpoczęła również ekspansję za granicę – w 1988 r. powstał pierwszy sklep we Włoszech. W 1997 r. został otwarty pierwszy sklep w Polsce.
W 1998 r. w wyniku porozumienia z angielską siecią B&Q Castorama stała się trzecim co do wielkości światowym dystrybutorem artykułów do majsterkowania.
W 2002 r. brytyjska grupa Kingfisher plc przejęła 100 proc. udziałów w Castoramie oraz w jej spółce zależnej Brico Dépôt. W 2006 r. logo zostało nieco zmienione, w 2010 r. poraz kolejny, a w 2014 r. doszło do większego redisignu logotypu. 
Pod marką Castorama sieć prowadzi działalność we Francji i w Polsce (w 2018 r. wycofała się m.in. z Rosji, Hiszpanii i Portugalii). W listopadzie 2023 r. otworzyła w Polsce setny sklep. 

## Logo
| Okres                 | Opis | Logo |
| --------------------- | --- | ---- |
| od 1969 r. do 2006 r. | Pierwsza wersja logo Castoramy posiadała prosty, żółty logotyp napisany małymi literami na niebieskim prostokącie. Niektóre sklepy posiadały wersje z daszkiem nad logiem.                                                       |      |
| od 2006 r. do 2010 r. | Po prawej stronie napisu Castorama znajdowały się cztery prostokąty: ciemnoróżowy, szary, pomarańczowy i limonkowy. Na każdej figurze widniał biały napis z nazwą jednego z działów. W Polsce zostało poprzednie logo bez zmian. |      |
| od 2010 r. do 2014 r. | Do loga został dodany napisany kursywą podpis "C’est Castoche". Logo to również nie pojawiło się w Polsce. |      |
| od 2014 r.            | Aktualne logo nie posiada już ramki, a napis Castorama zamiast w kolorze żółtym jest teraz w niebieskim. Kolor żółty jest jednak obecny w postaci małego owala po prawej stronie. W Polsce logo te obowiązuje od 2017 r.         |      |